# Saint-Martin-de-Lamps
Saint-Martin-de-Lamps település Franciaországban, Indre megyében. Lakosainak száma 150 fő (2018. január 1.). Saint-Martin-de-Lamps Francillon, Frédille, Gehée, Levroux, Moulins-sur-Céphons és Saint-Pierre-de-Lamps községekkel határos.

## Népesség
A település népessége az elmúlt években az alábbi módon változott:
| Lakosok száma | 315  | 285  | 203  | 177  | 146  | 154  | 174  | 167  | 151  | 150  |
|               | 1962 | 1968 | 1982 | 1990 | 1999 | 2008 | 2011 | 2013 | 2017 | 2018 |